# Triaeris oku
Espèce
Triaeris oku est une espèce d'araignées aranéomorphes de la famille des Oonopidae.

## Distribution
Cette espèce est endémique de la région du Nord-Ouest au Cameroun,. Elle se rencontre au lac Oku à 2 150 m d'altitude sur le mont Oku.

## Description
La femelle holotype mesure 1,99 mm

## Étymologie
Son nom d'espèce lui a été donné en référence au lieu de sa découverte, le lac Oku.

## Publication originale
- Platnick, Dupérré, Ubick & Fannes, 2012 : Got males? The enigmatic goblin spider genus Triaeris (Araneae, Oonopidae). American Museum novitates, no 3756, p. 1-36 (texte intégral).